# Hrvoje Horvat
Hrvoje Horvat (nascut el 22 de maig de 1946 a Bjelovar), és un exjugador d'handbol croata, que va competir amb la selecció de Iugoslàvia als Jocs Olímpics de 1972 i als Jocs Olímpics de 1976.
El 1972 va formar part de la selecció iugoslava que va guanyar la medalla d'or a l'Olimpíada de Múnic. Hi jugà els sis partits, i va marcar quinze gols.
Quatre anys més tard, fou membre de l'equip iugoslau que acabà cinquè a l'Olimpíada de Mont-real de 1976. Hi va jugar els sis partits, i hi marcà quinze gols novament.

## Carrera com a entrenador
El 2005 va fer d'entrenador de l'equip alemany HSC 2000 Coburg, el qual va portar fins a la segona lliga.

## Vida personal
El seu renom és Cveba, que és la paraula croata per pansa. Horvat té una germana, Jasenka, que va estar casada amb Iztok Puc, un dels millors jugadors de la història de l'handbol.